# Peter-Paul Heinemann
Peter-Paul Heinemann, folkbokförd Peter Paul Heinemann, född 9 oktober 1931 i Köln i Tyskland, död 23 februari 2003 i Fellingsbro församling i Örebro län, var en svensk läkare och mångårig programledare för Doktorn har ordet i Sveriges Radio P1. Han uppmärksammade tidigt problemet mobbning.
Peter-Paul Heinemann var son till patentingenjören Wilhelm Heinemann och Franziska, ogift Engels, samt bror till Thomas Heinemann. Han tog studentexamen 1951 i Uppsala och blev medicine licentiat 1962 vid Göteborgs universitet. 1969 skrev Heinemann inflytelserika artiklar i Dagens Nyheter (1969-11-13) och Liberal Debatt (1969 - volym 22:2) om mobbning. Sedan 1972 var han överläkare på kirurgiska kliniken vid dåvarande Regionsjukhuset i Örebro. Från 1980 till 1994 svarade han på lyssnarnas brev i medicinska frågor i programmet Doktorn har ordet som producerades av Sveriges Radio i Örebro.
Martin Dyfverman gjorde 1991 en radiointervju med Heinemann i serien Samtal pågår. Året efter det var Heinemann även huvudperson i ett avsnitt av TV-serien Skytte.
1984 fick han ett hedersomnämnande inom ramen för Stora journalistpriset. Han utsågs 1992 till Årets folkbildare "för sin verksamhet som radiodoktor". 
Han gifte sig 1956 med överläkaren Lena Heinemann (1935–2022), dotter till överläkaren Evert Ljungberg och Caisa, ogift Östenberg.

## Skrifter
- Mobbning : gruppvåld bland barn och vuxna (1972, flera upplagor, även på danska och finska)
- Ett brev till dig (1981)
- Skolka från livet : om våra barns missbruk (1984, även på norska och finska)
- Jag skall försöka svara : radiodoktorn om orsak och verkan vid upplevelsen av sjukdom (1985)
- Boken om människan (1993)
- Komma hem efter sextio år (2000)